# 布达佩斯美术博物馆

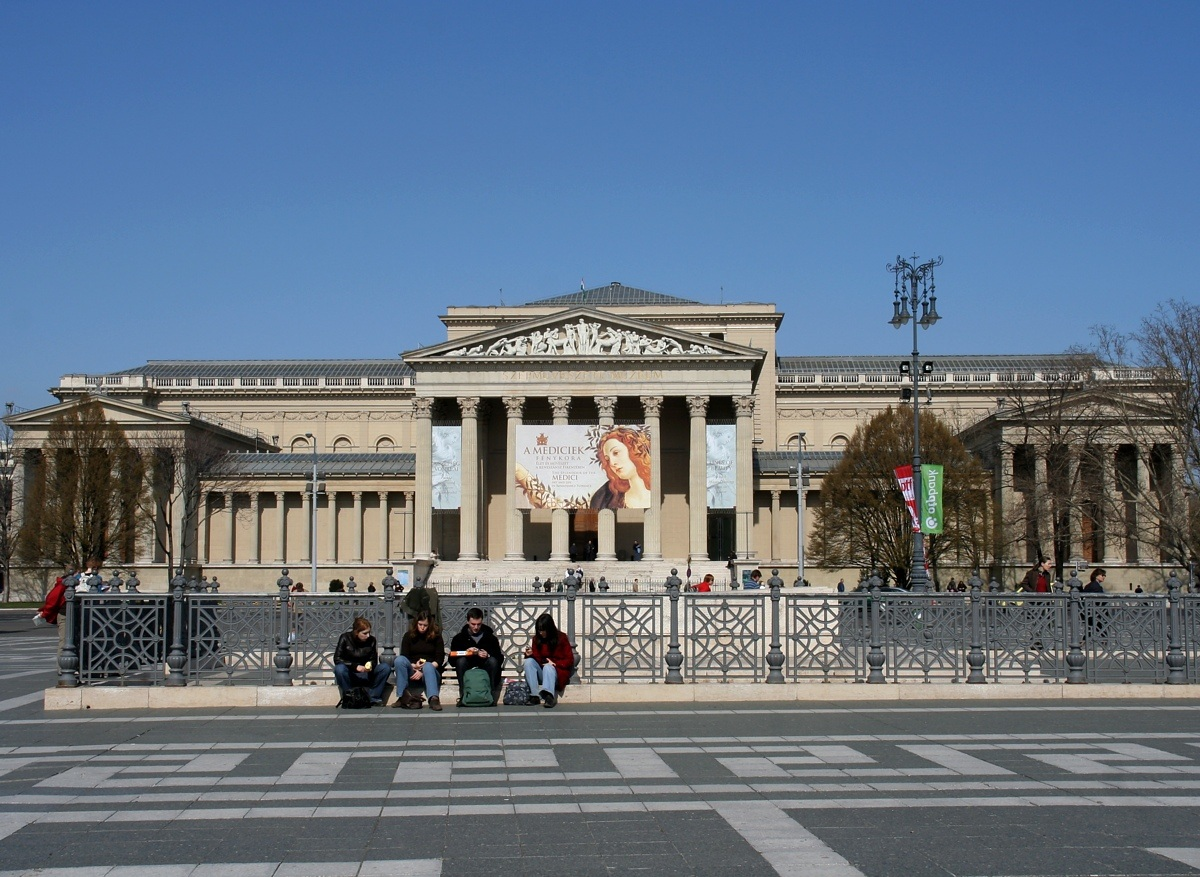
布达佩斯美术博物馆

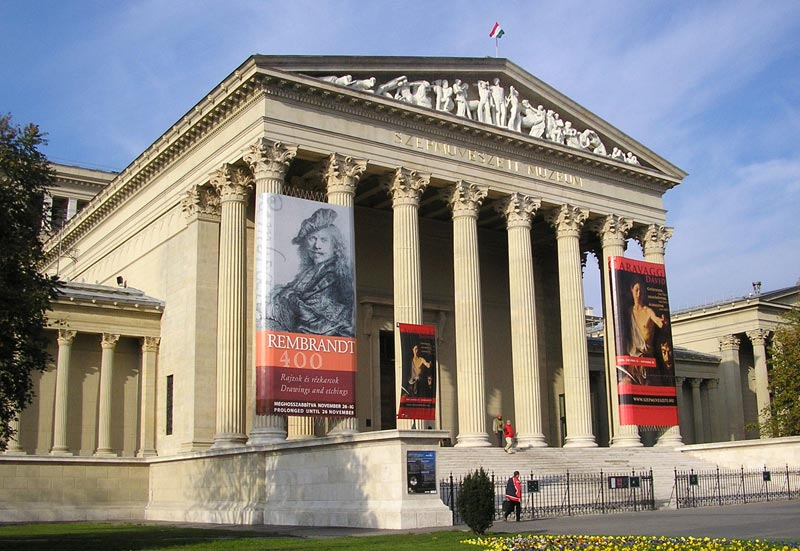
博物馆主入口

布达佩斯美术博物馆，位于匈牙利首都布达佩斯英雄广场左侧，与布达佩斯艺术宫相对。该博物馆于1900年至1906年间建成，为一新古典主义建筑。布达佩斯美术博物馆藏有众多世界著名画家的作品，数量超过10万件。该博物馆也是中欧地区第二大古埃及艺术作品收藏地。